# Brachymeria tenuicornis
Brachymeria tenuicornis är en stekelart som först beskrevs av Jean-Jacques Kieffer 1905.  Brachymeria tenuicornis ingår i släktet Brachymeria och familjen bredlårsteklar. Inga underarter finns listade.